# Acropolis (turniej szachowy)
Acropolis – turniej szachowy rozgrywany od roku 1968 w Atenach. Turnieje nie odbywają się cyklicznie, pomiędzy poszczególnymi edycjami zdarzały się kilkuletnie przerwy. Od roku 1980 organizowany był oddzielny turniej kobiecy, w latach 1980–2004 odbywały się również męskie turnieje B. Aktualnie turniej odbywa się w formule otwartej, z oddzielnymi klasyfikacjami dla kobiet, juniorów oraz reprezentantów Grecji. Wśród dotychczasowych zwycięzców turnieju Acropolis znajduje się troje Polaków: Hanna Ereńska-Barlo (1984), Monika Soćko (2004, 2005) oraz Bartosz Soćko (2004, turniej B).

## Zwycięzcy turniejów
| Lp | Rok  | Mężczyźni                                        | Kobiety              |
| -- | ---- | ------------------------------------------------ | -------------------- |
| 1  | 1968 | Luděk Pachman                                    |                      |
| 2  | 1977 | Valentin Stoica                                  |                      |
| 3  | 1978 | Bela Soos                                        |                      |
| 4  | 1979 | Aurel Urzica                                     |                      |
| 5  | 1980 | Dušan Rajković turniej B: Pavlos Gesos           | Zorica Nikolin       |
| 6  | 1982 | Nikolaos Skalkotas                               | Marina Pogorevici    |
| 7  | 1983 | Nikoła Pydewski                                  | Daniela Nuțu         |
| 8  | 1984 | Saša Veličković                                  | Hanna Ereńska        |
| 9  | 1985 | Valentin Stoica                                  | Daniela Nuțu         |
| 10 | 1986 | Efstratios Grivas                                | Stefka Sawowa        |
| 11 | 1987 | Jewgienij Wasiukow                               | Marina Makropoulou   |
| 12 | 1988 | Vassilios Kotronias turniej B: Parik Stefanow    | Marina Makropoulou   |
| 13 | 1989 | Petyr Welikow turniej B: Fatos Muço              | Swietłana Prudnikowa |
| 14 | 1991 | Efstratios Grivas                                | Marina Makropoulou   |
| 15 | 1992 | Rainer Knaak turniej B: Nikolaos Skalkotas       |                      |
| 16 | 1993 | Hannes Stefansson                                |                      |
| 17 | 1997 | Tamaz Gelaszwili                                 |                      |
| 18 | 2003 | Vassilios Kotronias turniej B: Władimir Dobrow   | Margarita Wojska     |
| 19 | 2004 | Atanasios Mastrowasilis turniej B: Bartosz Soćko | Monika Soćko         |
| 20 | 2005 | Vüqar Həşimov                                    | Monika Soćko         |
| 21 | 2006 | Tamaz Gelaszwili                                 | Salome Melia         |
| 22 | 2007 | Ilia Smirin                                      | Nana Dzagnidze       |
| 23 | 2008 | Ilia Smirin                                      | Nana Dzagnidze       |
| 24 | 2009 | Borki Predojević                                 | Elina Danielian      |